# Амарал, Данте
Данте Амарал, также известен как Данте (порт. Dante), полное имя — Данте Гимарайнс Сантос до Амарал (порт. Dante Guimarães Santos do Amaral); родился 30 сентября 1980 года в Итумбиаре) — бразильский волейболист, выступает за клуб «Панасоник Пантерс» и сборную Бразилии. Играет на позиции доигровщика. Олимпийский чемпион и трёхкратный чемпион мира.

## Биография
Свою профессиональную карьеру игрока Данте начал в клубе «Трис Коракоэс». В этом же году Данте Амарал начал выступления за национальную сборную и быстро стал игроком основного состава. С 2002 года выступал в Европе (Модена, Панатинаикос) и после игр 2008 года перешёл в «Панатинаикос».
С 2008 года выступал за «Динамо» (Москва) и его трансфер стал одним из наиболее значимых для сезона. Вместе с российским клубом завоевал серебро и бронзу национального чемпионата. В 2011 году Данте сообщил о своём возвращении в Бразилию и продолжении выступлений за новый клуб RJX, созданный магнатом Эйком Батистой. В интервью он также сообщил, что одной из причин стали проблемы со здоровьем его сына. В 2013 году перешёл в японский «Панасоник Пантерс» (Хираката).
Данте планирует продолжить выступления за сборную вплоть до игр 2016 года, которые пройдут в Рио-де-Жанейро.

## Игровая карьера
- 1999—2000 —  «Трис Коракоэс»
- 2000—2001 —  «Сузано Сан Пауло»
- 2001—2002 —  «Минас»
- 2002—2005 —  «Модена»
- 2005—2008 —  «Панатинаикос»
- 2008—2011 —  «Динамо» Москва
- 2011—2013 —  «RJX»
- С 2013 года —  «Панасоник Пантерс»

## Достижения

### Со сборной Бразилии
- Чемпион XXVIII Олимпийских игр (2004)
- Серебряный призёр Олимпийских игр (2008, 2012)
- 3-кратный чемпион мира (2002, 2006, 2010)
- 6-кратный чемпион Южной Америки (1999, 2001, 2003, 2005, 2007, 2011)
- 7-кратный победитель Мировой лиги (2001, 2003, 2004, 2005, 2006, 2007, 2010)
- 2-кратный обладатель Кубка мира (2003, 2007)
- Победитель Панамериканских игр (2007)

### В клубной карьере
- Чемпион Бразилии (2002, 2013)
- Чемпион Греции (2006)

### Личные
- Лучший игрок атаки чемпионата мира (2006)
- Лучший игрок атаки Кубка мира (2007)

## Данные
- рост 201 см
- вес 86 кг
- высота съёма 345 см
- высота блока 327 см